# Hel (album)
Hel è l'ottavo album del gruppo musicale faroese Týr, pubblicato nel 2019 dalla Metal Blade.

## Tracce
1. Gates of Hel – 6:42
2. All Heroes Fall – 5:16
3. Ragnars Kvæði – 4:08
4. Garmr – 4:53
5. Sunset Shore – 4:42
6. Downhill Drunk – 4:27
7. Empire of the North – 5:11
8. Far from the Worries of the World – 5:35
9. King of Time – 4:57
10. Fire and Flame – 5:39
11. Against the Gods – 5:43
12. Songs of War – 5:16
13. Álvur Kongur – 7:24

## Formazione

### Gruppo
- Heri Joensen - voce e chitarra
- Terji Skibenaes - chitarra
- Gunnar Thomsen - basso
- Tadeusz Rieckmann - batteria